# 吴垂昆
吴垂昆（1908年—1995年），前中华民国国民革命军第十九軍副軍長，後以中將軍階退役。

## 籍贯
吴垂昆是江西临川人，在日后一段时间内，他在江西省的保安部队中任职。1949年他去了台湾。在台湾开放两岸交流后的1985年，他组织了江西省临川旅台同乡会，任理事长。

## 教育履历
吴垂昆最初毕业于黄埔军校第6期步兵科。1943年考入陆军大学特别班、中央训练团党政班。1945年就学于中央军校高级研究班。1949年进修于革命实践研究院。1954年入陆军参谋大学将官班进修。

## 正规军生涯
吴垂昆从黄埔军校毕业后，任职于国民革命军的示范部队教导第1师，也就是后来的陆军第87师。1933年，以第87师、第88师一部新成立第36师，吴垂昆调任第36师师部的少校参谋。
国民政府围剿红军的战争中，吴垂昆在第36师担任团附、营长。
抗日战争爆发后，他升任团长，参加了淞沪、南京会战，多次负伤。1940年，因在中条山地区的军事行动失利，他被撤除了职务，回到家乡。
1941年，他再度进入军队，担任第114师副师长、第180师副师长。
抗战胜利后，国民革命军进行整编，他被调往内政部任职，不久就回到了家乡。

## 地方军生涯
吴垂昆回到江西后，成为了地方保安部队的一名军官。到1949年时，已经是江西省保安部队的前线指挥官了。
这一年，他的部队被改编为陆军第13师，使他再次成为一名正规军军官。并随这支部队参加了金门古宁头战役，而后去了台湾。

## 在台湾的日子
吴垂昆到台湾后，担任军官战斗团团长、第10军副军长。1964年退休后，担任了电信总局顾问。